# Ramón Ortega y Frías
Ramón Ortega y Frías (Granada, 1 de marzo de 1825-Madrid, 16 de febrero de 1883) fue un escritor español de novelas por entregas.

## Biografía
Nació el 1 de marzo de 1825 en Granada. Atacado por una grave enfermedad, solo pudo reanudar los estudios cuando ya tenía veinte años (1845) estudiando Filosofía en la Universidad de Granada y por su cuenta matemáticas. Cuatro años más tarde marchó a Madrid con la intención de matricularse en la Escuela de Ingenieros de Caminos, pero desgracias familiares le obligaron a mantenerse de la literatura, a la que ya tenía afición. Llevó una vida bohemia y colaboró con poemas y cuentos en el Semanario Pintoresco Español y en La Ilustración. Se consagró a las novelas por entregas como seguidor del gran maestro del género, Manuel Fernández y González, pero con menor talento que éste. Con él y con otro novelista por entregas, Torcuato Tarrago y Mateos, fundó El Periódico para Todos (1872-1882). 
En palabras de la Enciclopedia universal ilustrada europeo-americana, «la fecundidad fué su mayor defecto». Escribió más de ciento cincuenta novelas por entregas, muchas de ellas del género de la novela histórica, de escaso valor literario, pero en las que resulta característico su particular sello, que consiste en recurrir a lo truculento y espeluznante con una inagotable y calenturienta imaginación, que podía enmendar la realidad histórica si ello le convenía, aunque también procuraba documentarse y, por ejemplo, recurrió a las obras del historiador Juan Antonio Llorente en sus novelas sobre la Inquisición. También cultivó la novela psicológica, como en Las víctimas del amor (estudio del corazón humano) 1882 o Abelardo y Eloísa (1867), que fue su mayor éxito; también fueron célebres sus libros de viajes y aventuras por Hispanoamérica, como Vida y viajes de Cristóbal Colón (1873-1874), Conquista de México por Hernán Cortés (1874), Un año entre salvajes. Viajes y aventuras del doctor Smit (1875) o Islas maravillosas. Viajes a las regiones del Ecuador: aventuras del capitán Bristol. Razas desconcoidas, sus pueblos, sus gobiernos, su religión y sus costumbres, El mar azul, El desierto de los tesoros, criaderos de diamantes, las arenas de oro (1882-1883); se afirma que su mejor novela fue El diablo en Palacio, de 1882. Otras obras suyas son La casa de Tócame Roque (inspirada en la popular casa madrileña), El alcázar de Madrid, 1857; La capa del diablo, 1858; El trovador, 1860; El duende de la Corte, 1862; El tribunal de la sangre, o Los secretos de un rey, 1867; El siglo de las tinieblas, o Memorias de un inquisidor, 1868; El ángel de la familia, 1873; El Cid, 1875; Los hijos de Satanás, 1876; El testamento de un conspirador, 1880, etcétera. Además, tradujo La piel de zapa (1875) de Honoré Balzac y Los primitivos habitantes de España. Investigaciones con el auxilio de la lengua vasca de Wilhelm von Humboldt (1879). También novelizó el drama de Antonio García Gutiérrez El trovador. Falleció en Madrid el 16 de febrero de 1883.

## Obras

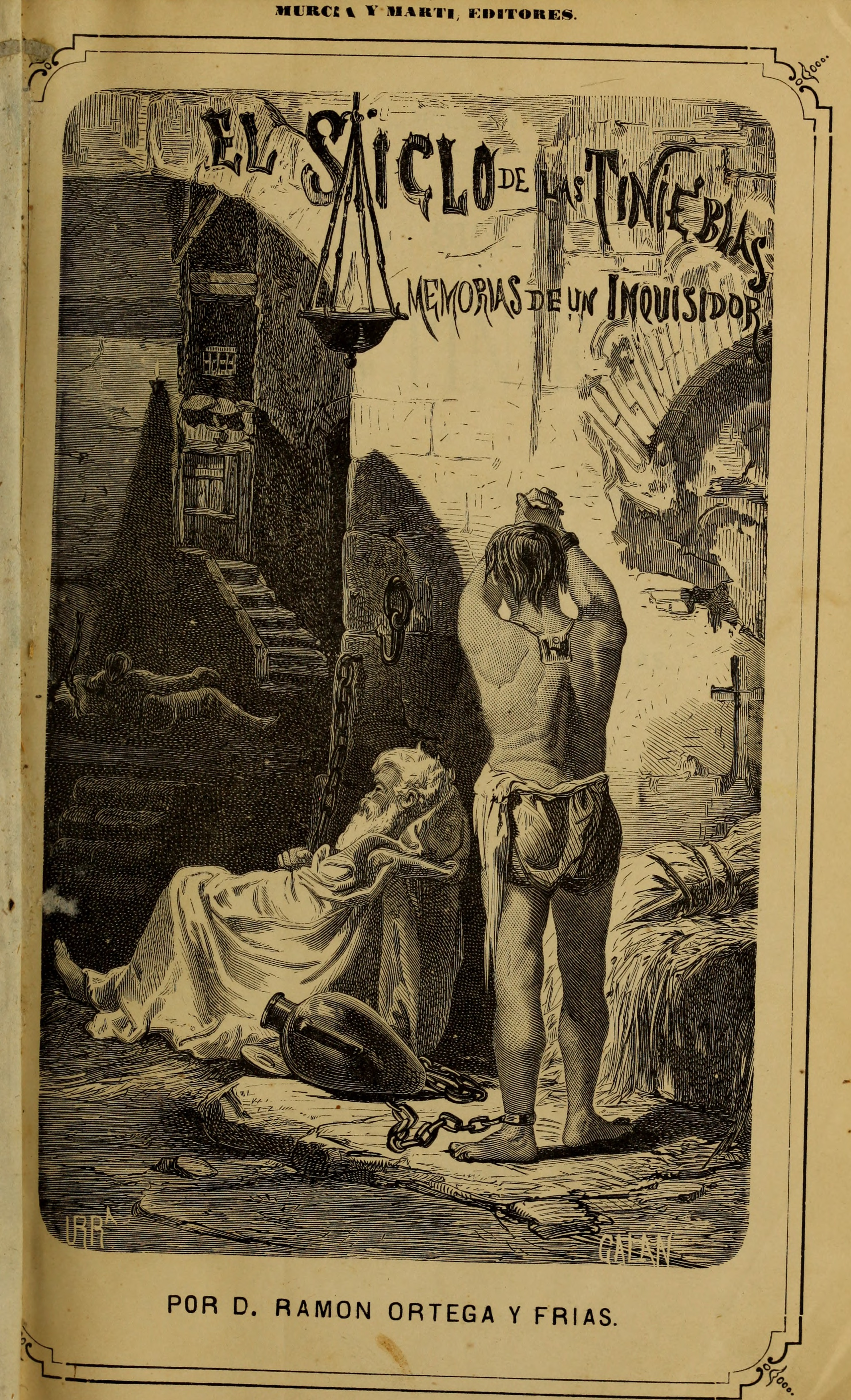
El siglo de las tinieblas, o Memorias de un inquisidor (1868)

- El Caballero Relámpago, folletín de El Mensajero publicado en 1853 y del que se hicieron rápidamente varias reimpresiones con el título El Capitán Relámpago y una segunda parte, El Secreto De La Morisca (segunda Parte Del El Capitán Relámpago).
- Guzmán el Bueno, 1856, novela histórica original muy reimpresa y con una segunda parte.
- El diablo en palacio, 1882, novela.
- Cervantes, Madrid: Imp. A. Gracia y Orga, 1859-60, 2 vols. (novela)
- El Caballero Relámpago (1853)
- Abelardo y Eloísa (1867)
- El alcázar de Madrid, 1857
- La capa del diablo, 1858
- El trovador, 1860
- El tribunal de la sangre, o Los secretos de un rey, 1867
- El siglo de las tinieblas, o Memorias de un inquisidor, 1868
- El ángel de la familia, 1873
- El Cid, 1875
- Los hijos de Satanás, 1876
- El testamento de un conspirador. Memorias de un reo de estado, Madrid: Saturnino Calleja, 1876.
- Las islas maravillosas, o Aventuras del capitán Bristol, 1882 (hasta la pág. 630 del tomo II)
- La casa de tócame Roque o Un crimen misterioso 1875
- El secretario del Duque 1867.
- El duende de la Corte, novela histórica (1862).
- La política y sus misterios ó El libro de Satanás Galería Literaria, 1869, 4 vols.